# Élections américaines de la Chambre des représentants de 1992
En 1992, les élections à la Chambre des représentants des États-Unis ont eu lieu le 3 novembre pour renouveler 435 sièges.
Les élections sont marquées par un important redécoupage des circonscriptions, consécutif au recensement de 1990. Ce redécoupage intervient après une modification du Voting Rights Act et des décisions de la Cour suprême imposant dans certains cas la création de majority-minority districts, des circonscriptions où les minorités sont majoritaires, pour que celles-ci soient représentées au Congrès. En raison de ce nouveau découpage électoral et du scandale bancaire qui a touché la chambre (en), un nombre inhabituel de sortants ne se représentent pas (53) ou sont battus lors des primaires de leur parti (19).
Alors que le démocrate Bill Clinton remporte l'élection présidentielle, le Parti républicain prend 9 sièges aux démocrates, qui restent cependant majoritaires. Outre l'élection présidentielle, ces élections se déroulent en même temps que des élections des gouverneurs et des élections sénatoriales.

## Résultats par district
| État             | District     | Représentant sortant       | Parti            | Parti            | Représentant élu       | Parti | Parti       |
| ---------------- | ------------ | -------------------------- | ---------------- | ---------------- | ---------------------- | ----- | ----------- |
| Alabama          | 1er district | Sonny Callahan             |                  | Républicain      | Sonny Callahan         |       | Républicain |
| Alabama          | 2e district  | William Louis Dickinson *  |                  | Républicain*     | Terry Everett          |       | Républicain |
| Alabama          | 3e district  | Glen Browder               |                  | Démocrate        | Glen Browder           |       | Démocrate   |
| Alabama          | 4e district  | Tom Bevill                 |                  | Démocrate        | Tom Bevill             |       | Démocrate   |
| Alabama          | 5e district  | Robert E. Cramer           |                  | Démocrate        | Robert E. Cramer       |       | Démocrate   |
| Alabama          | 6e district  | Ben Erdreich               |                  | Démocrate        | Spencer Bachus         |       | Républicain |
| Alabama          | 7e district  | Claude Harris Jr. *        |                  | Démocrate*       | Earl F. Hilliard       |       | Démocrate   |
| Alaska           | District     | Don Young                  |                  | Républicain      | Don Young              |       | Républicain |
| Arizona          | 1er district | John Jacob Rhodes III      |                  | Républicain      | Sam Coppersmith        |       | Démocrate   |
| Arizona          | 2e district  | Ed Pastor                  |                  | Démocrate        | Ed Pastor              |       | Démocrate   |
| Arizona          | 3e district  | Bob Stump                  |                  | Républicain      | Bob Stump              |       | Républicain |
| Arizona          | 4e district  | Jon Kyl                    |                  | Républicain      | Jon Kyl                |       | Républicain |
| Arizona          | 5e district  | Jim Kolbe                  |                  | Républicain      | Jim Kolbe              |       | Républicain |
| Arizona          | 6e district  | Nouveau district           | Nouveau district | Nouveau district | Karan English          |       | Démocrate   |
| Arkansas         | 1er district | Bill Alexander             |                  | Démocrate        | Blanche Lincoln        |       | Démocrate   |
| Arkansas         | 2e district  | Ray Thornton               |                  | Démocrate        | Ray Thornton           |       | Démocrate   |
| Arkansas         | 3e district  | John Paul Hammerschmidt *  |                  | Républicain*     | Tim Hutchinson         |       | Républicain |
| Arkansas         | 4e district  | Beryl Anthony Jr.          |                  | Démocrate        | Jay Dickey             |       | Républicain |
| Californie       | 1er district | Frank Riggs                |                  | Républicain      | Dan Hamburg            |       | Démocrate   |
| Californie       | 2e district  | Wally Herger               |                  | Républicain      | Wally Herger           |       | Républicain |
| Californie       | 3e district  | Vic Fazio (4e)             |                  | Démocrate        | Vic Fazio              |       | Démocrate   |
| Californie       | 4e district  | John Doolittle (14e)       |                  | Républicain      | John Doolittle         |       | Républicain |
| Californie       | 5e district  | Bob Matsui (3e)            |                  | Démocrate        | Bob Matsui             |       | Démocrate   |
| Californie       | 6e district  | Barbara Boxer *            |                  | Démocrate*       | Lynn Woolsey           |       | Démocrate   |
| Californie       | 7e district  | George Miller              |                  | Démocrate        | George Miller          |       | Démocrate   |
| Californie       | 8e district  | Nancy Pelosi (5e)          |                  | Démocrate        | Nancy Pelosi           |       | Démocrate   |
| Californie       | 9e district  | Ron Dellums (8e)           |                  | Démocrate        | Ron Dellums            |       | Démocrate   |
| Californie       | 10e district | Nouveau district           | Nouveau district | Nouveau district | Bill Baker             |       | Républicain |
| Californie       | 11e district | Nouveau district           | Nouveau district | Nouveau district | Richard Pombo          |       | Républicain |
| Californie       | 12e district | Tom Lantos (11e)           |                  | Démocrate        | Tom Lantos             |       | Démocrate   |
| Californie       | 13e district | Pete Stark (9e)            |                  | Démocrate        | Pete Stark             |       | Démocrate   |
| Californie       | 14e district | Tom Campbell * (12e)       |                  | Républicain*     | Anna Eshoo             |       | Démocrate   |
| Californie       | 15e district | Norm Mineta (13e)          |                  | Démocrate        | Norm Mineta            |       | Démocrate   |
| Californie       | 16e district | Don Edwards (10e)          |                  | Démocrate        | Don Edwards            |       | Démocrate   |
| Californie       | 17e district | Leon Panetta (16e)         |                  | Démocrate        | Leon Panetta           |       | Démocrate   |
| Californie       | 18e district | Gary Condit (15e)          |                  | Démocrate        | Gary Condit            |       | Démocrate   |
| Californie       | 19e district | Richard H. Lehman (18e)    |                  | Démocrate        | Richard H. Lehman      |       | Démocrate   |
| Californie       | 20e district | Cal Dooley (17e)           |                  | Démocrate        | Cal Dooley             |       | Démocrate   |
| Californie       | 21e district | Bill Thomas (20e)          |                  | Républicain      | Bill Thomas            |       | Républicain |
| Californie       | 22e district | Bob Lagomarsino (19e)      |                  | Républicain      | Michael Huffington     |       | Républicain |
| Californie       | 23e district | Elton Gallegly (21e)       |                  | Républicain      | Elton Gallegly         |       | Républicain |
| Californie       | 24e district | Anthony C. Beilenson (23e) |                  | Démocrate        | Anthony C. Beilenson   |       | Démocrate   |
| Californie       | 25e district | Nouveau district           | Nouveau district | Nouveau district | Howard McKeon          |       | Républicain |
| Californie       | 26e district | Howard Berman              |                  | Démocrate        | Howard Berman          |       | Démocrate   |
| Californie       | 27e district | Carlos Moorhead (22e)      |                  | Républicain      | Carlos Moorhead        |       | Républicain |
| Californie       | 28e district | David Dreier (33e)         |                  | Républicain      | David Dreier           |       | Républicain |
| Californie       | 29e district | Henry Waxman (24e)         |                  | Démocrate        | Henry Waxman           |       | Démocrate   |
| Californie       | 30e district | Edward R. Roybal * (25e)   |                  | Démocrate*       | Xavier Becerra         |       | Démocrate   |
| Californie       | 31e district | Matthew G. Martinez (30e)  |                  | Démocrate        | Matthew G. Martinez    |       | Démocrate   |
| Californie       | 32e district | Julian C. Dixon (28e)      |                  | Démocrate        | Julian C. Dixon        |       | Démocrate   |
| Californie       | 33e district | Nouveau district           | Nouveau district | Nouveau district | Lucille Roybal-Allard  |       | Démocrate   |
| Californie       | 34e district | Ed Torres                  |                  | Démocrate        | Ed Torres              |       | Démocrate   |
| Californie       | 35e district | Maxine Waters (29e)        |                  | Démocrate        | Maxine Waters          |       | Démocrate   |
| Californie       | 36e district | Mel Levine * (27e)         |                  | Démocrate*       | Jane Harman            |       | Démocrate   |
| Californie       | 37e district | Mervyn M. Dymally * (31e)  |                  | Démocrate*       | Walter R. Tucker III   |       | Démocrate   |
| Californie       | 38e district | Glenn M. Anderson * (29e)  |                  | Démocrate*       | Steve Horn             |       | Républicain |
| Californie       | 39e district | William E. Dannemeyer *    |                  | Républicain*     | Ed Royce               |       | Républicain |
| Californie       | 40e district | Jerry Lewis (35e)          |                  | Républicain      | Jerry Lewis            |       | Républicain |
| Californie       | 41e district | Nouveau district           | Nouveau district | Nouveau district | Jay Kim                |       | Républicain |
| Californie       | 42e district | George Brown Jr. (35e)     |                  | Démocrate        | George Brown Jr.       |       | Démocrate   |
| Californie       | 43e district | Nouveau district           | Nouveau district | Nouveau district | Ken Calvert            |       | Républicain |
| Californie       | 44e district | Al McCandless (37e)        |                  | Républicain      | Al McCandless          |       | Républicain |
| Californie       | 45e district | Dana Rohrabacher (42e)     |                  | Républicain      | Dana Rohrabacher       |       | Républicain |
| Californie       | 46e district | Bob Dornan (38e)           |                  | Républicain      | Bob Dornan             |       | Républicain |
| Californie       | 47e district | Christopher Cox (40e)      |                  | Républicain      | Christopher Cox        |       | Républicain |
| Californie       | 48e district | Ron Packard (43e)          |                  | Républicain      | Ron Packard            |       | Républicain |
| Californie       | 49e district | Nouveau district           | Nouveau district | Nouveau district | Lynn Schenk            |       | Démocrate   |
| Californie       | 50e district | Nouveau district           | Nouveau district | Nouveau district | Bob Filner             |       | Démocrate   |
| Californie       | 51e district | Duke Cunningham (44e)      |                  | Républicain      | Duke Cunningham        |       | Républicain |
| Californie       | 51e district | Bill Lowery * (41e)        |                  | Républicain*     | Duke Cunningham        |       | Républicain |
| Californie       | 52e district | Duncan Hunter (45e)        |                  | Républicain      | Duncan Hunter          |       | Républicain |
| Caroline du Nord | 1er district | Walter B. Jones Sr. *      |                  | Républicain*     | Eva M. Clayton         |       | Démocrate   |
| Caroline du Nord | 2e district  | Tim Valentine              |                  | Démocrate        | Tim Valentine          |       | Démocrate   |
| Caroline du Nord | 3e district  | Martin Lancaster           |                  | Démocrate        | Martin Lancaster       |       | Démocrate   |
| Caroline du Nord | 4e district  | David Price                |                  | Démocrate        | David Price            |       | Démocrate   |
| Caroline du Nord | 5e district  | Stephen L. Neal            |                  | Démocrate        | Stephen L. Neal        |       | Démocrate   |
| Caroline du Nord | 6e district  | Howard Coble               |                  | Républicain      | Howard Coble           |       | Républicain |
| Caroline du Nord | 7e district  | Charlie Rose               |                  | Démocrate        | Charlie Rose           |       | Démocrate   |
| Caroline du Nord | 8e district  | Bill Hefner                |                  | Démocrate        | Bill Hefner            |       | Démocrate   |
| Caroline du Nord | 9e district  | Alex McMillan              |                  | Républicain      | Alex McMillan          |       | Républicain |
| Caroline du Nord | 10e district | Cass Ballenger             |                  | Républicain      | Cass Ballenger         |       | Républicain |
| Caroline du Nord | 11e district | Charles H. Taylor (en)     |                  | Républicain      | Charles H. Taylor (en) |       | Républicain |
| Caroline du Nord | 12e district | Nouveau district           | Nouveau district | Nouveau district | Mel Watt               |       | Démocrate   |
| Caroline du Sud  | 1er district | Arthur Ravenel Jr.         |                  | Républicain      | Arthur Ravenel Jr.     |       | Républicain |
| Caroline du Sud  | 2e district  | Floyd Spence               |                  | Républicain      | Floyd Spence           |       | Républicain |
| Caroline du Sud  | 3e district  | Butler Derrick             |                  | Démocrate        | Butler Derrick         |       | Démocrate   |
| Caroline du Sud  | 4e district  | Liz J. Patterson           |                  | Démocrate        | Bob Inglis             |       | Républicain |
| Caroline du Sud  | 5e district  | John Spratt                |                  | Démocrate        | John Spratt            |       | Démocrate   |
| Caroline du Sud  | 6e district  | Robin Tallon *             |                  | Démocrate*       | Jim Clyburn            |       | Démocrate   |
| Colorado         | 1er district | Patricia Schroeder         |                  | Démocrate        | Patricia Schroeder     |       | Démocrate   |
| Colorado         | 2e district  | David Skaggs               |                  | Démocrate        | David Skaggs           |       | Démocrate   |
| Colorado         | 3e district  | Ben Nighthorse Campbell *  |                  | Démocrate*       | Scott McInnis          |       | Républicain |
| Colorado         | 4e district  | Wayne Allard               |                  | Républicain      | Wayne Allard           |       | Républicain |
| Colorado         | 5e district  | Joel Hefley                |                  | Républicain      | Joel Hefley            |       | Républicain |
| Colorado         | 6e district  | Daniel Schaefer            |                  | Républicain      | Daniel Schaefer        |       | Républicain |
| Connecticut      | 1er district | Barbara B. Kennelly        |                  | Démocrate        | Barbara B. Kennelly    |       | Démocrate   |
| Connecticut      | 2e district  | Sam Gejdenson              |                  | Démocrate        | Sam Gejdenson          |       | Démocrate   |
| Connecticut      | 3e district  | Rosa DeLauro               |                  | Démocrate        | Rosa DeLauro           |       | Démocrate   |
| Connecticut      | 4e district  | Chris Shays                |                  | Républicain      | Chris Shays            |       | Républicain |
| Connecticut      | 5e district  | Gary Franks                |                  | Républicain      | Gary Franks            |       | Républicain |
| Connecticut      | 6e district  | Nancy Johnson              |                  | Républicain      | Nancy Johnson          |       | Républicain |
| Dakota du Nord   | District     | Byron Dorgan *             |                  | Démocrate*       | Earl Pomeroy           |       | Démocrate   |
| Dakota du Sud    | District     | Tim Johnson                |                  | Démocrate        | Tim Johnson            |       | Démocrate   |
| Delaware         | District     | Tom Carper *               |                  | Démocrate*       | Michael Castle         |       | Républicain |
| Floride          | 1er district | Earl Dewitt Hutto          |                  | Démocrate        | Earl Dewitt Hutto      |       | Démocrate   |
| Floride          | 2e district  | Pete Peterson              |                  | Démocrate        | Pete Peterson          |       | Démocrate   |
| Floride          | 3e district  | Nouveau district           | Nouveau district | Nouveau district | Corrine Brown          |       | Démocrate   |
| Floride          | 4e district  | Craig T. James *           |                  | Républicain*     | Tillie K. Fowler       |       | Républicain |
| Floride          | 4e district  | Charles Edward Bennett *   |                  | Démocrate*       | Tillie K. Fowler       |       | Républicain |
| Floride          | 5e district  | Nouveau district           | Nouveau district | Nouveau district | Karen Thurman          |       | Démocrate   |
| Floride          | 6e district  | Cliff Stearns              |                  | Républicain      | Cliff Stearns          |       | Républicain |
| Floride          | 7e district  | Nouveau district           | Nouveau district | Nouveau district | John Mica              |       | Républicain |
| Floride          | 8e district  | Bill McCollum (5e)         |                  | Républicain      | Bill McCollum          |       | Républicain |
| Floride          | 9e district  | Michael Bilirakis          |                  | Républicain      | Michael Bilirakis      |       | Républicain |
| Floride          | 10e district | Bill Young (8e)            |                  | Républicain      | Bill Young             |       | Républicain |
| Floride          | 11e district | Sam Gibbons (7e)           |                  | Démocrate        | Sam Gibbons            |       | Démocrate   |
| Floride          | 12e district | Andy Ireland * (10e)       |                  | Républicain*     | Charles T. Canady      |       | Républicain |
| Floride          | 13e district | Nouveau district           | Nouveau district | Nouveau district | Dan Miller             |       | Républicain |
| Floride          | 14e district | Porter J. Goss (13e)       |                  | Républicain      | Porter J. Goss         |       | Républicain |
| Floride          | 15e district | Jim Bacchus (11e)          |                  | Démocrate        | Jim Bacchus            |       | Démocrate   |
| Floride          | 16e district | Tom Lewis (12e)            |                  | Républicain      | Tom Lewis              |       | Républicain |
| Floride          | 16e district | Lawrence J. Smith *        |                  | Démocrate*       | Tom Lewis              |       | Républicain |
| Floride          | 17e district | William Lehman *           |                  | Démocrate*       | Carrie P. Meek         |       | Démocrate   |
| Floride          | 18e district | Ileana Ros-Lehtinen        |                  | Républicain      | Ileana Ros-Lehtinen    |       | Républicain |
| Floride          | 19e district | Harry Johnston (14e)       |                  | Démocrate        | Harry Johnston         |       | Démocrate   |
| Floride          | 19e district | Dante Fascell *            |                  | Démocrate*       | Harry Johnston         |       | Démocrate   |
| Floride          | 20e district | Nouveau district           | Nouveau district | Nouveau district | Peter Deutch           |       | Démocrate   |
| Floride          | 21e district | Nouveau district           | Nouveau district | Nouveau district | Lincoln Diaz-Balart    |       | Républicain |
| Floride          | 22e district | E. Clay Shaw Jr. (15e)     |                  | Républicain      | E. Clay Shaw Jr.       |       | Républicain |
| Floride          | 23e district | Nouveau district           | Nouveau district | Nouveau district | Alcee Hastings         |       | Démocrate   |
| Géorgie          | 1er district | Robert Lindsay Thomas *    |                  | Démocrate*       | Jack Kingston          |       | Républicain |
| Géorgie          | 2e district  | Charles Hatcher            |                  | Démocrate        | Sanford Bishop         |       | Démocrate   |
| Géorgie          | 3e district  | Richard Ray                |                  | Démocrate        | Mac Collins            |       | Républicain |
| Géorgie          | 4e district  | Nouveau district           | Nouveau district | Nouveau district | John Linder            |       | Républicain |
| Géorgie          | 5e district  | John Lewis                 |                  | Démocrate        | John Lewis             |       | Démocrate   |
| Géorgie          | 6e district  | Newt Gingrich              |                  | Républicain      | Newt Gingrich          |       | Républicain |
| Géorgie          | 7e district  | George Darden              |                  | Démocrate        | George Darden          |       | Démocrate   |
| Géorgie          | 8e district  | J. Roy Rowland             |                  | Démocrate        | J. Roy Rowland         |       | Démocrate   |
| Géorgie          | 9e district  | Ed Jenkins *               |                  | Démocrate*       | Nathan Deal            |       | Démocrate   |
| Géorgie          | 10e district | Ben L. Jones (4e)          |                  | Démocrate        | Don Johnson Jr.        |       | Démocrate   |
| Géorgie          | 10e district | Doug Barnard Jr. *         |                  | Démocrate*       | Don Johnson Jr.        |       | Démocrate   |
| Géorgie          | 11e district | Nouveau district           | Nouveau district | Nouveau district | Cynthia McKinney       |       | Démocrate   |
| Hawaï            | 1er district | Neil Abercrombie           |                  | Démocrate        | Neil Abercrombie       |       | Démocrate   |
| Hawaï            | 2e district  | Patsy Mink                 |                  | Démocrate        | Patsy Mink             |       | Démocrate   |
| Idaho            | 1er district | Larry LaRocco              |                  | Démocrate        | Larry LaRocco          |       | Démocrate   |
| Idaho            | 2e district  | Richard H. Stallings       |                  | Démocrate        | Mike Crapo             |       | Républicain |
| Illinois         | 1er district | Charles Hayes              |                  | Démocrate        | Bobby Rush             |       | Démocrate   |
| Illinois         | 2e district  | Gus Savage                 |                  | Démocrate        | Mel Reynolds           |       | Démocrate   |
| Illinois         | 3e district  | Bill Lipinski (5e)         |                  | Démocrate        | Bill Lipinski          |       | Démocrate   |
| Illinois         | 3e district  | Marty Russo                |                  | Démocrate        | Bill Lipinski          |       | Démocrate   |
| Illinois         | 4e district  | Nouveau district           | Nouveau district | Nouveau district | Luis Gutiérrez         |       | Démocrate   |
| Illinois         | 5e district  | Dan Rostenkowski (8e)      |                  | Démocrate        | Dan Rostenkowski       |       | Démocrate   |
| Illinois         | 5e district  | Frank Annunzio * (11e)     |                  | Démocrate*       | Dan Rostenkowski       |       | Démocrate   |
| Illinois         | 6e district  | Henry Hyde                 |                  | Républicain      | Henry Hyde             |       | Républicain |
| Illinois         | 7e district  | Cardiss Collins            |                  | Démocrate        | Cardiss Collins        |       | Démocrate   |
| Illinois         | 8e district  | Phil Crane (12e)           |                  | Républicain      | Phil Crane             |       | Républicain |
| Illinois         | 9e district  | Sidney R. Yates            |                  | Démocrate        | Sidney R. Yates        |       | Démocrate   |
| Illinois         | 10e district | John Porter                |                  | Républicain      | John Porter            |       | Républicain |
| Illinois         | 11e district | George Sangmeister (4e)    |                  | Démocrate        | George Sangmeister     |       | Démocrate   |
| Illinois         | 12e district | Jerry Costello (21e)       |                  | Démocrate        | Jerry Costello         |       | Démocrate   |
| Illinois         | 13e district | Harris W. Fawell           |                  | Républicain      | Harris W. Fawell       |       | Républicain |
| Illinois         | 14e district | Dennis Hastert             |                  | Républicain      | Dennis Hastert         |       | Républicain |
| Illinois         | 15e district | Thomas W. Ewing            |                  | Républicain      | Thomas W. Ewing        |       | Républicain |
| Illinois         | 16e district | John W. Cox Jr.            |                  | Démocrate        | Donald A. Manzullo     |       | Républicain |
| Illinois         | 17e district | Lane Evans                 |                  | Démocrate        | Lane Evans             |       | Démocrate   |
| Illinois         | 18e district | Robert H. Michel           |                  | Républicain      | Robert H. Michel       |       | Républicain |
| Illinois         | 19e district | Glenn Poshard (22e)        |                  | Démocrate        | Glenn Poshard          |       | Démocrate   |
| Illinois         | 19e district | Terry L. Bruce             |                  | Démocrate        | Glenn Poshard          |       | Démocrate   |
| Illinois         | 20e district | Richard Durbin             |                  | Démocrate        | Richard Durbin         |       | Démocrate   |
| Indiana          | 1er district | Pete Visclosky             |                  | Démocrate        | Pete Visclosky         |       | Démocrate   |
| Indiana          | 2e district  | Philip Sharp               |                  | Démocrate        | Philip Sharp           |       | Démocrate   |
| Indiana          | 3e district  | Tim Roemer                 |                  | Démocrate        | Tim Roemer             |       | Démocrate   |
| Indiana          | 4e district  | Jill Long                  |                  | Démocrate        | Jill Long              |       | Démocrate   |
| Indiana          | 5e district  | Jim Jontz                  |                  | Démocrate        | Steve Buyer            |       | Républicain |
| Indiana          | 6e district  | Dan Burton                 |                  | Républicain      | Dan Burton             |       | Républicain |
| Indiana          | 7e district  | John T. Myers              |                  | Républicain      | John T. Myers          |       | Républicain |
| Indiana          | 8e district  | Frank McCloskey            |                  | Démocrate        | Frank McCloskey        |       | Démocrate   |
| Indiana          | 9e district  | Lee H. Hamilton            |                  | Démocrate        | Lee H. Hamilton        |       | Démocrate   |
| Indiana          | 10e district | Andrew Jacobs Jr.          |                  | Démocrate        | Andrew Jacobs Jr.      |       | Démocrate   |
| Iowa             | 1er district | Jim Leach                  |                  | Républicain      | Jim Leach              |       | Républicain |
| Iowa             | 2e district  | Jim Nussle                 |                  | Républicain      | Jim Nussle             |       | Républicain |
| Iowa             | 2e district  | David R. Nagle (3e)        |                  | Démocrate        | Jim Nussle             |       | Républicain |
| Iowa             | 3e district  | Jim Ross Lightfoot (5e)    |                  | Républicain      | Jim Ross Lightfoot     |       | Républicain |
| Iowa             | 4e district  | Neal Edward Smith          |                  | Démocrate        | Neal Edward Smith      |       | Démocrate   |
| Iowa             | 5e district  | Fred Grandy (6e)           |                  | Républicain      | Fred Grandy            |       | Républicain |
| Kansas           | 1er district | Pat Roberts                |                  | Républicain      | Pat Roberts            |       | Républicain |
| Kansas           | 2e district  | Jim Slattery               |                  | Démocrate        | Jim Slattery           |       | Démocrate   |
| Kansas           | 3e district  | Jan Meyers                 |                  | Républicain      | Jan Meyers             |       | Républicain |
| Kansas           | 4e district  | Dan Glickman               |                  | Démocrate        | Dan Glickman           |       | Démocrate   |
| Kansas           | 4e district  | Dick Nichols (5e)          |                  | Républicain      | Dan Glickman           |       | Démocrate   |
| Kentucky         | 1er district | Carroll Hubbard            |                  | Démocrate        | Thomas Barlow          |       | Démocrate   |
| Kentucky         | 2e district  | William Huston Natcher     |                  | Démocrate        | William Huston Natcher |       | Démocrate   |
| Kentucky         | 3e district  | Romano Mazzoli             |                  | Démocrate        | Romano Mazzoli         |       | Démocrate   |
| Kentucky         | 4e district  | Jim Bunning                |                  | Républicain      | Jim Bunning            |       | Républicain |
| Kentucky         | 5e district  | Hal Rogers                 |                  | Républicain      | Hal Rogers             |       | Républicain |
| Kentucky         | 5e district  | Carl C. Perkins * (7e)     |                  | Démocrate*       | Hal Rogers             |       | Républicain |
| Kentucky         | 6e district  | Larry Hopkins *            |                  | Républicain*     | Scotty Baesler         |       | Démocrate   |
| Louisiane        | 1er district | Bob Livingston             |                  | Républicain      | Bob Livingston         |       | Républicain |
| Louisiane        | 2e district  | William J. Jefferson       |                  | Démocrate        | William J. Jefferson   |       | Démocrate   |
| Louisiane        | 3e district  | Billy Tauzin               |                  | Démocrate        | Billy Tauzin           |       | Démocrate   |
| Louisiane        | 4e district  | Nouveau district           | Nouveau district | Nouveau district | Cleo Fields            |       | Démocrate   |
| Louisiane        | 5e district  | Jim McCrery (4e)           |                  | Républicain      | Jim McCrery            |       | Républicain |
| Louisiane        | 5e district  | Jerry Huckaby              |                  | Démocrate        | Jim McCrery            |       | Républicain |
| Louisiane        | 6e district  | Richard Baker              |                  | Républicain      | Richard Baker          |       | Républicain |
| Louisiane        | 6e district  | Clyde C. Holloway (8e)     |                  | Républicain      | Richard Baker          |       | Républicain |
| Louisiane        | 7e district  | Jimmy Hayes                |                  | Démocrate        | Jimmy Hayes            |       | Démocrate   |
| Maine            | 1er district | Thomas Andrews             |                  | Démocrate        | Thomas Andrews         |       | Démocrate   |
| Maine            | 2e district  | Olympia Snowe              |                  | Républicain      | Olympia Snowe          |       | Républicain |
| Maryland         | 1er district | Wayne Gilchrest            |                  | Républicain      | Wayne Gilchrest        |       | Républicain |
| Maryland         | 1er district | Thomas McMillen (4e)       |                  | Démocrate        | Wayne Gilchrest        |       | Républicain |
| Maryland         | 2e district  | Helen Delich Bentley       |                  | Républicain      | Helen Delich Bentley   |       | Républicain |
| Maryland         | 3e district  | Ben Cardin                 |                  | Démocrate        | Ben Cardin             |       | Démocrate   |
| Maryland         | 4e district  | Nouveau district           | Nouveau district | Nouveau district | Albert Wynn            |       | Démocrate   |
| Maryland         | 5e district  | Steny Hoyer                |                  | Démocrate        | Steny Hoyer            |       | Démocrate   |
| Maryland         | 6e district  | Beverly Byron              |                  | Démocrate        | Roscoe Bartlett        |       | Républicain |
| Maryland         | 7e district  | Kweisi Mfume               |                  | Démocrate        | Kweisi Mfume           |       | Démocrate   |
| Maryland         | 8e district  | Connie Morella             |                  | Républicain      | Connie Morella         |       | Républicain |
| Massachusetts    | 1er district | John Olver                 |                  | Démocrate        | John Olver             |       | Démocrate   |
| Massachusetts    | 2e district  | Richard Neal               |                  | Démocrate        | Richard Neal           |       | Démocrate   |
| Massachusetts    | 3e district  | Joseph D. Early            |                  | Démocrate        | Peter I. Blute         |       | Républicain |
| Massachusetts    | 4e district  | Barney Frank               |                  | Démocrate        | Barney Frank           |       | Démocrate   |
| Massachusetts    | 5e district  | Chester G. Atkins          |                  | Démocrate        | Marty Meehan           |       | Démocrate   |
| Massachusetts    | 6e district  | Nicholas Mavroules         |                  | Démocrate        | Peter Torkildsen       |       | Républicain |
| Massachusetts    | 7e district  | Ed Markey                  |                  | Démocrate        | Ed Markey              |       | Démocrate   |
| Massachusetts    | 8e district  | Joe Kennedy                |                  | Démocrate        | Joe Kennedy            |       | Démocrate   |
| Massachusetts    | 9e district  | Joe Moakley                |                  | Démocrate        | Joe Moakley            |       | Démocrate   |
| Massachusetts    | 9e district  | Brian J. Donnelly * (11e)  |                  | Démocrate*       | Joe Moakley            |       | Démocrate   |
| Massachusetts    | 10e district | Gerry Studds               |                  | Démocrate        | Gerry Studds           |       | Démocrate   |